# Ahmet Özcan
Ahmet Alper Özcan (* 7. März 1995 in Lausanne) ist ein schweizerisch-türkischer Fussballspieler.

## Karriere
Die Anfänge von Özcans Karriere sind unbekannt. 2012 startete er bei FC Lausanne-Sport seine Profikarriere und absolvierte in zwei Jahren ein Pokal- und zwei Ligaspiele.
Zur Saison 2014/15 wechselte Özcan in die türkische TFF 1. Lig zum zentralanatolischen Vertreter Kayserispor. Bereits in der nächsten Rückrunde wurde sein Vertrag vom Verein aufgelöst. Özcan wechselte daraufhin zum Erstligisten Gençlerbirliği Ankara. Von diesem Verein wurde er zum Drittligisten Hacettepe SK, dem Zweitverein von Gençlerbirliği, ausgeliehen. Am Saisonende 2014/15 wurde er auch von Gençlerbirliği freigestellt.